# جامعة كوبورج التقنية
تعتبر جامعة كوبورج التقنية University of Applied Sciences Coburg من أحدث الجامعات الألمانية الحكومية في ولاية بافاريا حيث تأسست سنة 1971 ويوجد بها عشرين أختصاص وعدد الطلاب ما يقارب 3000 طالب وطالبة والعاملين 205 ومنهم 100 دكتور وبروفيسور

## الأقسام والكليات
قسم الهندسات والمعلوماتية ويتكون من
التقنية الألية والأدارة Management and Automotive Technology
هندسة كمبيوتر Informatik
تقنية المعلومات وتطبيق المشاريع Information Technology and Enterprise Applications ITEA
هندسة كهربائية
هندسة كهرومعلوماتية
هندسة صناعية
هندسة فيزيائية
هندسة الأبداع الأستراتيجي Strategic Innovation
قسم البناء والفنون الجميلة ويتكون من
الهندسة الأنشائية
الهندسة المعمارية
هندسة الديكور والتصميم الداخلي
هندسة تصميم المنتجات الصناعية
قسم الأقتصاد ويتكون من
الأدارة
التأمينات
الأدارة المالية
الأدارة التأمنية
قسم الخدمات الأجتماعية والصحية ويتكون من
خدمات اجتماعية
خدمات صحية
الأدارة الصحية
خدمات اجتماعية في الصحة

## الخدمات الجامعية

### المكتبة الجامعية
الغاية والأهداف: التنسيق الدائم مع الهيئة التدريسية وإدارة الجامعة والسعي لتوفير احتياجات الطلاب والمدرسين من المراجع والمعلومات اللازمة لتغطية المواضيع والاختصاصات التي تتناولها المناهج الدراسية فــي الجامعـة فـي الوقت المناسب، وبأخفض كلفة ممكنة. ويتم ذلك من خلال: • التعاون مع الناشرين والموزعين لتأمين المواد المرجعية والمقررات الدراسية الحديثة المعتمدة فـي الجامعات المتطورة. • اسـتخدام جميع الوسائل الممكنة(مراجع، قواعد معلومات، مكتبات إلكترونية، الإنترنت) للبحـث عن المعلومات التي يحتاجها الطلاب والمدرسون. • توجيــه الطلاب وإرشادهم للحصول على المواد المرجعية التي تساعدهم في تنفيذ واجباتهم.
الخدمات: توفر المكتبة لروادها خلال أوقات الدوام الخدمات الرئيسية التالية: أ) المكان الملائم للدراسة والمطالعة. ب) سبل البحث عن المعلومات باستخدام جميع الوسائل المتاحة. ج) الكتب والمقررات الدراسية. د) نسـخ (فوتوكوبي) لبعض المقالات والفصول اللازمـة لإنجاز واجباتهم. هـ) الإجابة عن تسـاؤلاتهم فيما يتعلق بمواضيع الدراسة وإرشادهم للوصول إلى المراجع اللازمة.
و تنظيم إعارة المراجع وفقاً لقواعد الإعـارة المطبقـة في الجامعة، وبما يضمن إتاحة الفرصة المتكافئة للجميع للاسـتفادة من المراجع المتوافرة، ويتضمن ذلك الإعارة داخل المكتبة أو الإعارة لبضعة أيــام.
السكن الجامعي يعدّ السكن الجامعي من أهم الخدمات التي تقدمها الجامعة لأبنائها الطلبة إلى جانب المستوى الأكاديمي المتميز. إذ تسعى جاهدة إلى توفير سكن ملائم لكل طالب وطالبة ضمن المواصفات الإنشائية والفنية التي تتناسب وطبيعة المنطقة، وتلبي احتياجات الطلبة من حيث الإقامة المريحة والمناخ الملائم للدراسة ومتطلباتها، وتحقق في الوقت نفسه الطموحات والأهداف التي تسعى الجامعة إلى تحقيقها.
الخدمات الحاسوبية توفر جامعة كوبورج لطلابها مخابر عملية مزودة بحاسوب خاص بكل طالب، كما تتوفر خدمة الإنترنت في تلك المخابر وبإمكان الطلاب استثمار المعلومات الموجودة على شبكة الإنترنت مجانا في أوقات محددة خلال اليوم، كما تتوفر في المكتبة الجامعية كوفي نت مجانية طيلة الدوام الرسمي، كما بإمكان الطلاب الدخول إلى شبكة المعلومات العالمية من خلال منفذ خاص بكل طالب داخل السكن الجامعي.

## الروابط الخارجية
- موقع جامعة كوبورج نسخة محفوظة 7 يناير 2008 على موقع واي باك مشين.